# Paul Dietel
Paul Hermann Dietel (geb. 15. Februar 1860 in Greiz; gest. 30. Oktober 1947 in Zwickau) war ein deutscher Mykologe und Lehrer.
Sein botanisch-mykologisches Autorenkürzel lautet „Dietel“.
Dietel studierte Mathematik und Naturwissenschaften in Göttingen und Berlin und war dann bis 1924 als Lehrer an verschiedenen Schulen in Greiz, Leipzig, Reichenbach im Vogtland und Zwickau tätig. Sehr früh galt sein Interesse den Rostpilzen, über die er 1887 in Kassel seine Dissertation verfasste. Er veröffentlichte zahlreiche Studien zur einheimischen Rostpilzflora. Sein erstes Pilz-Herbarium wurde vom Reichsmuseum in Stockholm erworben, sein zweites durch das Herbar Haußknecht in Weimar übernommen.